# Fabric 23
Fabric 23 je DJské kompilační album vytvořené Ivanen Smagghe jako součást Fabric Live Mix série.

## Seznam skladeb
1. Ride (Lovelysplinter remix) – Aswefall
2. Your Place Or Mine – Audion
3. Frau – Pandullo vs. Und
4. Vertigo vs. Cha! (Ada Remix) – Booka Shade
5. You Can't Escape – Iñaqui Marín
6. 2 mixované tracky
  1. Heiden – Michael Mayer
  2. Blood (Acapella) – Lopazz
7. The Geklöppel Continues – DJ Koze
8. Snake Tartare – Tékël
9. No Wow – The Kills
10. Jefferson & Braeside – Konrad Black
11. Tear Up – Fabrizio Mammarella
12. Just F**king – Audion
13. Carnage, OK! – Sergej Auto
14. Budapest (Joakim Italo Dub) – Poni Hoax